# SCTV
SCTV (Surya Citra Televisi) és una cadena de televisió indonesia gratuïta. Es va llançar el 24 d'agost de 1990 a Surabaya, a l'est de Java, com a Surabaya Central Televisi, emetent a la ciutat i els seus voltants. Al principi, la programació era similar a la de RCTI, utilitzant alguns dels seus programes de notícies fins que van poder produir els seus propis. L'1 d'agost de 1993, SCTV va obtenir una llicència nacional i finalment va traslladar les seves operacions a Jakarta, canviant el seu nom a Surya Citra Televisi. Les seves oficines principals es troben al centre de Jakarta, amb estudis a Jakarta occidental. És propietat de Surya Citra Media, que forma part de l'empresa tecnològica Emtek.
El 18 de febrer de 2011, els comissaris de les seves empreses matrius Indosiar i SCTV van acordar una fusió, tot i que aquesta estava sotmesa a l'aprovació del govern a causa de la sortida a borsa de les dues empreses.